# Andrew Sullivan (bàsquet)
Andrew Sullivan, també conegut com a Drew Sullivan, (Londres, 12 de febrer de 1980) és un jugador de bàsquet professional britànic.
El seu primer contracte professional el va signar als Països Baixos amb el club holandès EiffelTowers de la ciutat de Nijmegen. Després d'una temporada va tornar al Regne Unit signant pels Newcastle Eagles el 2004, on va ser MVP del campionat. A l'estiu de 2006 va fitxar pel Joventut Badalona, on es va unir als britànics Robert Archibald i Andy Betts. Una temporada després es va traslladar a Bèlgica per fitxar per Dexia Mons-Hainaut, i també jugaria a la lligues russa i xipriota, per acabar la seva carrera esportiva a l'anglesa, concretament als London Lions.